# Bono
Bono, též Bono Vox vlastním jménem Paul David Hewson (* 10. května 1960 Dublin, Irsko) je zpěvák irské skupiny U2. Je autorem většiny textů písní této skupiny, jež jsou často postaveny na politických, sociálních či náboženských tématech.
Měl několik přezdívek: první byla „Steinvic von Huyseman“, dále jen „Huyseman“, „Houseman“, „Bon Murray“, „Bono Vox of O'Connell Street“, a nakonec pak „Bono“. „Bono Vox“ je odvozen od Bonavox, obchodu s pomůckami pro neslyšící. V překladu z latiny to znamená dobrý hlas.

## Zájmy
V kapele působí hlavně jako zpěvák a textař, kromě toho ještě hraje na kytaru, harmoniku a piano. Vyjma aktivit spojených s chodem skupiny se věnuje charitativní činnosti, zejména týkající se afrického kontinentu a nejchudších zemí světa. Při svých setkáních s vrcholovými politiky světových velmocí apeluje na oddlužení nejchudších zemí, boj proti nemoci AIDS a jiné. Jeho dalším koníčkem je malování, ilustroval například dětskou knížku Péťa a vlk. Stal se také spolupracovníkem renomovaného amerického deníku The New York Times, kam bude přispívat do vlastního sloupku.

## Rodina
Jeho matka Iris Hewson zemřela v roce 1974, když připravovala pohřeb svého otce – bylo mu tenkrát 14 let. Jeho otec Bobby Hewson zemřel na rakovinu v roce 2001. Matka byla protestantka a jeho otec katolík, což bylo v nábožensky zaměřeném a rozčleněném Irsku nevšední spojení. Má ještě staršího bratra Normana. V roce 1982 se oženil se svojí školní láskou Alison Stewartovou, se kterou mají 4 děti: 2 dcery (Jordan, Memphis Eve) a 2 syny (Elijah Bob Patricus Guggi Q, John Abraham).

## Ocenění
V roce 2006 byl za svoje zásluhy v hudbě a charitativní činnosti povýšen britskou královnou Alžbětou II. do rytířského stavu. Nemůže však používat titul sir, neboť není občanem Spojeného království. V roce 2025 obdržel od amerického prezidenta Bidena Medaili svobody.

## Zajímavosti

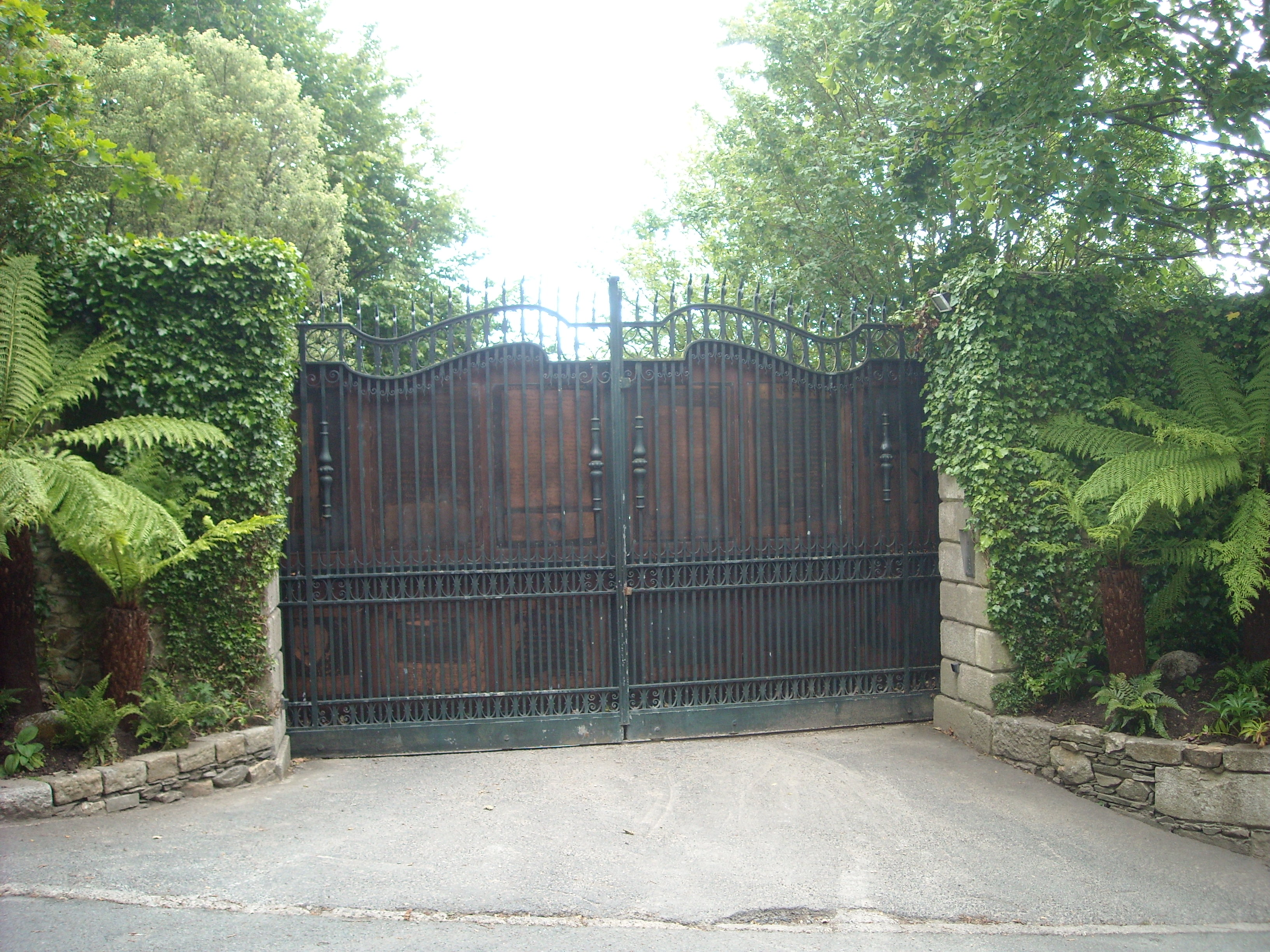
Vstupní brána do Bonova domu na Vico Road v Dalkey, Irsko.

Je alergický na salicyláty obsažené např. ve víně, to u něj způsobuje malátnost, rudnutí očí nebo dokonce ztrátu hlasu. Také má oči citlivé na světlo, kvůli tomu často nosí brýle různých barev.
Hodně jej zasáhla smrt jeho matky, později o ní vznikly písně „Tomorrow“, „I Will Follow“, „Mofo“, nebo „Out of Control“. Poté, co mu zemřel otec, složil píseň „Sometimes You Can't Make It On Your Own“.

## Diskografie

### Studiová alba
- Boy (1980)
- October (1981)
- War (1983)
- The Unforgettable Fire (1984)
- The Joshua Tree (1987)
- Rattle a Hum (1988)
- Achtung Baby (1991)
- Zooropa (1993)
- Pop (1997)
- All That You Can't Leave Behind (2000)
- How to Dismantle an Atomic Bomb (2004)
- No Line on the Horizon (2009)
- Songs of Innocence (2014)
- Songs of Experience (2017)